# 神村孝太郎
神村 孝太郎（かみむら こうたろう、1897年〈明治30年〉6月30日 - 1988年〈昭和63年〉6月28日）は、琉球政府の政治家で実業家。琉球政府では3代目行政副主席を務め、琉球電信電話公社初代総裁や琉球電力公社（後の沖縄電力）理事、琉台貿易社長などを歴任した。

## 経歴

### 幼少期
1897年6月30日、当時琉球砂糖の社長で沖縄県農工銀行創立委員だった実業家の神村吉郎と神村ませいの間に一男三女の長男として生まれた。
1918年、熊本高等工業（現在の熊本大学工学部）への進学を前に進学の条件として親が決めた許嫁である同じ具志川村天願の出身で各地で校長を務め具志川村長も歴任した神田千三とカマド夫妻の一人娘である神田和子と結婚。その後、熊本高等工業へ進学。

### 琉球政府時代
1952年に発足した琉球政府では工務局の初代局長に就任。
1956年、当時の比嘉秀平主席の元で第3代行政副主席（現在の副知事に相当）に就任したが、翌57年10月に比嘉が軍用地問題に起因する闘争の解決に終われる最中に急死。
次期主席ポストを見据えた後継者争いでは松岡政保や長嶺秋夫らと琉球民主党の総裁を巡り争いを繰り広げたが米国民政府は主席公選を拒否、同党出身ではない当時那覇市長だった当間重剛が第2代行政主席に任命されると副主席だった神村は「主席が代われば、私も当然代わるべきである。」とし任期満了を前に辞表を提出したが拒否された。琉球民主党の当時の政治的思惑などにも巻き込まれ結局、翌年１２月末まで副主席に留任することとなった。後任には当時熊本で弁護士をしていた大田政作（後の行政主席）が就任した。

### 政界引退後
1959年、電信電話事業を独占していた琉球電信電話公社の初代総裁に就任。しかし、同じく59年に当間の後任として主席に就任すると同時に琉球民主党の流れをくむ沖縄自由民主党（第1次）の総裁に就任していた大田政作主席が1963年にキャラウェイ高等弁務官の強権発動による政界への介入を是認し続けたことから党内抗争が勃発、反主流派の西銘順治らとの対立は琉球電電公社の総裁人事に飛び火し大田主席は与党18人中8人の反対を押し切り総裁だった神村を解任し、かつて国頭村長を務め当時工務局長だった新里善福を起用したが結果的にこの出来事により争いはさらに激化し1964年には反主流派が脱党、大田は主席と沖縄自由民主党総裁職を辞任に追い込まれた。
1967年、琉球政府の松岡政保主席に依頼され沖縄放送協会（後のNHK沖縄放送局）の設立に経営委員会の委員長として参画。当時琉球放送の常務だった川平朝清を理事長兼放送局長として推薦した。1972年に同協会がNHKに吸収されると日本放送協会番組地方審議会の委員長に就任、1997年まで委員長を務めた。

### 年譜
- 1952年、初代琉球政府工務局長に就任。（1956年退任）
- 1955年、琉球電力公社理事就任。（1959年退任）
- 1956年、第3代琉球政府行政副主席に就任。（1957年退任）
- 1959年、初代琉球電信電話公社総裁に就任。（1963年解任）
- 1981年、沖縄県功労者表彰。
- 1988年、故郷具志川市天願（現在のうるま市）で逝去。享年91歳。

## 家族・親族

### 神村家（具志川間切天願）[2]
- 父：吉郎（1867年 - 1942年） - 琉球砂糖創業者、衆議院議員
- 母：ませい
- 妹：政子（長女）
- 妹：他2人

- 妻：和子（1897年 - 1955年） - 元具志川村長・神田千三の一人娘
- 長男：孝栄（1920年 - ??）  - 琉球放送報道局長